# David Frankham
David Frankham (Gillingham, 16 febbraio 1926) è un produttore televisivo, produttore cinematografico e attore britannico.

## Carriera
Dopo aver prestato servizio in India e Malesia Britannica nella seconda guerra mondiale, Frankham lavorò prima come lettore di notizie e poi come scrittore, intervistatore e produttore per la BBC dal 1948 al 1955.
Nel 1955 si trasferì a Hollywood per intraprendere la carriera di attore. Presto trovò lavoro, apparendo in cinque episodi del programma televisivo dal vivo Matinee Theatre. Lavorò costantemente alla televisione americana dalla fine degli anni'50 agli anni '80. La sua carriera raggiunse il picco negli anni '60 con ruoli frequenti in serie come Thriller, G.E. True, Twelve O'Clock High, F.B.I., Gomer Pyle: USMC, The Beverly Hillbillies, The Outer Limits, Star Trek (nell'episodio La bellezza è verità?), Cannon, Una famiglia americana e Uno sceriffo a New York negli anni '70.
Fu attivo anche sul grande schermo, dove apparve in film come La vendetta del dottor K. (1959), Dieci uomini coraggiosi (1960), Il padrone del mondo (1961), I racconti del terrore (1962), La strada a spirale (1962), Qualcuno da odiare (1965) e Il grande Santini (1979). Frankham prestò inoltre la voce al Sergente Tibs, il gatto in La carica dei cento e uno (1961) di Walt Disney.

## Filmografia parziale

### Attore

#### Cinema
- I rivoltosi di Boston (Johnny Tremain), regia di Robert Stevenson (1957)
- La vendetta del dottor K. (Return of the Fly), regia di Edward Bernds (1959)
- Dieci uomini coraggiosi (Ten Who Dared), regia di William Beaudine (1960)
- La carica dei cento e uno (One Hundred and One Dalmatians), regia di Wolfgang Reitherman, Hamilton Luske e Clyde Geronimi (1961) - voce
- Il padrone del mondo (Master of the World), regia di William Witney (1961)
- I racconti del terrore (Tales of Terror), regia di Roger Corman (1962)
- La strada a spirale (The Spiral Road), regia di Robert Mulligan (1962)
- Qualcuno da odiare (King Rat), regia di Bryan Forbes (1965)
- Il grande Santini (The Great Santini), regia di Lewis John Carlino (1979)
- Obiettivo mortale (Wrong Is Right), regia di Richard Brooks (1982)

#### Televisione
- Matinee Theatre – serie TV, 6 episodi (1956-1957)
- Navy Log – serie TV, episodio 3x06 (1957)
- Maverick – serie TV, episodio 3x02 (1959)
- Indirizzo permanente (77 Sunset Strip) – serie TV, episodio 1x15 (1959)
- Alfred Hitchcock presenta (Alfred Hitchcock Presents) – serie TV, 2 episodi (1958-1962)
- Men Into Space – serie TV, episodio 1x36 (1960)
- Surfside 6 – serie TV, episodio 1x21 (1961)
- Avventure in paradiso (Adventures in Paradise) – serie TV, episodio 2x27 (1961)
- The Best of the Post – serie TV, episodio 1x18 (1961)
- Thriller – serie TV, 4 episodi (1961-1962)
- G.E. True – serie TV, episodi 1x11-1x19-1x20 (1962-1963)
- The Gallant Men – serie TV, episodio 1x25 (1963)
- F.B.I. (The F.B.I.) – serie TV, 5 episodi (1967-1972)
- Star Trek – serie TV, episodio 3x05 (1968)
- Beautiful (The Bold and the Beautiful) – soap opera, 3 puntate (1987)

## Doppiatori italiani
Nelle versioni in italiano delle opere in cui ha recitato, David Frankham è stato doppiato da:
- Cesare Barbetti in La vendetta del dottor K
- Oreste Lionello in La carica dei cento e uno
- Renato De Carmine ne Il padrone del mondo